# Marcelle Bard
Marcelle Bard (Genève, 7 februari 1903 – aldaar, 4 juni 1988) was een Zwitserse theologe en geestelijke.

## Biografie
Marcelle Bard was een dochter van Louis-Elisée Bard en van Emilie Voan. In 1929 studeerde ze af als theologe aan de Universiteit van Genève. In 1930 trouwde ze met de arts Marcel Dottrens, van wie ze echter in 1932 alweer scheidde.
In 1929 werd Bard de eerste vrouwelijke priester van de Nationale protestantse kerk van Genève. Van 1930 tot 1969 was ze aalmoezenier in een ziekenhuis. Ze was een pionier in het vrouwelijk pastoraat.

## Trivia

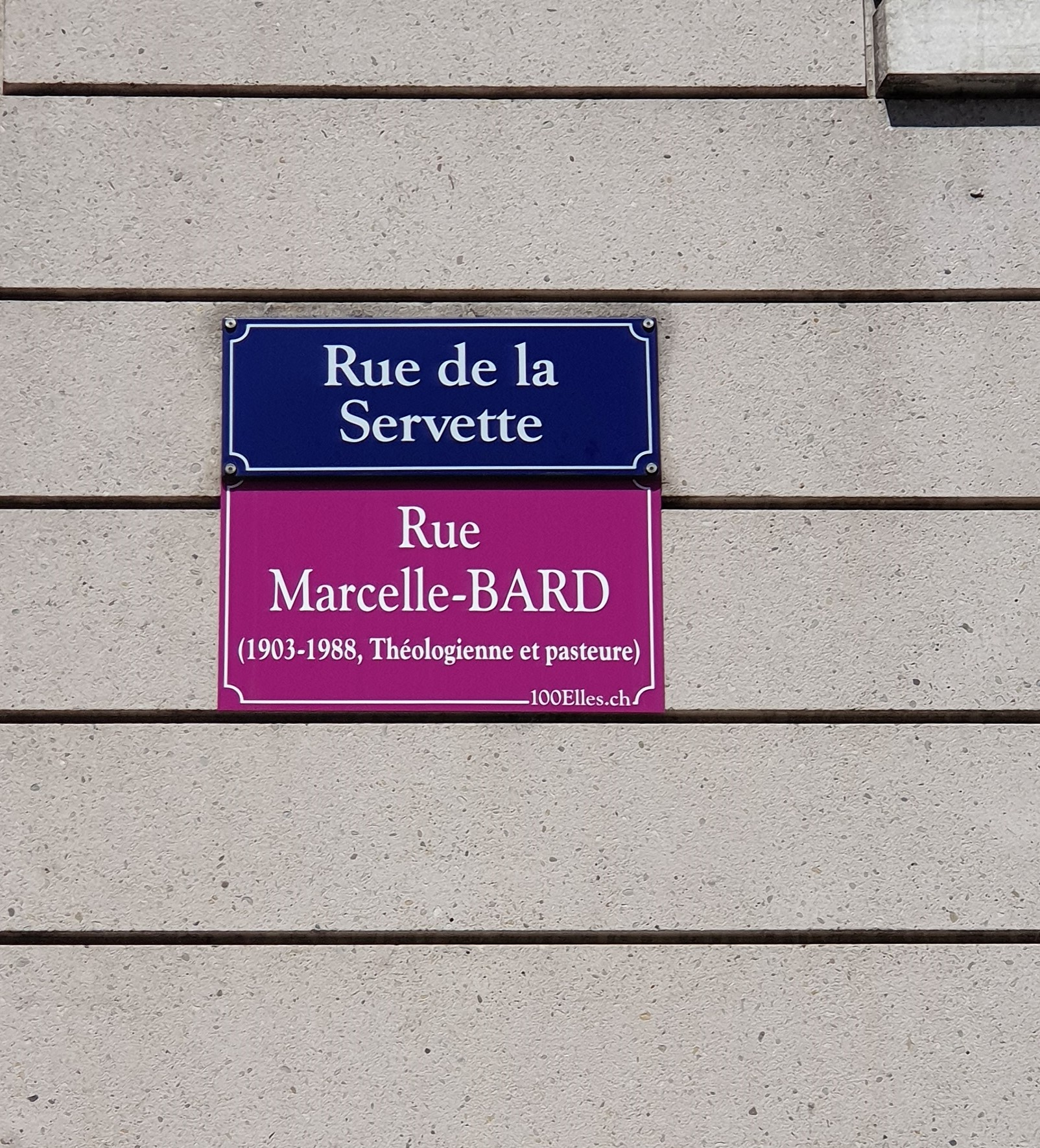
Alternatief straatnaambord van de actie 100Elles* in Genève, 2019.

- In 2019 werd in Genève door de actie 100Elles* een alternatief straatnaambord opgericht ter ere van Marcelle Bard.

## Werken
- (fr)  Les églises indigènes et leur marche vers l’autonomie, 1929.